# Франко Драгоне
Франко Драгоне (на френски: Franco Dragone) е белгийски режисьор от италиански произход.

## Биография
Той е роден през декември 1952 година в Кайрано, Италия, но 7 години по-късно семейството му се премества в Белгия. През 70-те години учи в Кралската консерваторий в Монс, след което става театрален режисьор.
През 80-те години преподава в Националното цирково училище в Монреал и през 1985 година се присъединява към екипа на „Цирк дю Солей“. През следващите 14 години режисира почти всички представления на трупата и има ключова роля за разработването на характерното за нея съчетание на цирк и театър. През 1998 година напуска „Цирк дю Солей“, но продължава да режисира мащабни представления.